# Frank Stokes
Frank Stokes (ur. 1 stycznia 1888, zm. 12 września 1955) – amerykański bluesman, wokalista, gitarzysta reprezentujący country blues.

## Biografia

### Początki
Urodził się w Whitehaven w hrabstwie Shelby w stanie Tennessee. Jego rodzice bardzo wcześnie zmarli, także był wychowywany od 1900 r. przez ojca chrzestnego Freda Carbina w Tutwiler w stanie Missisipi. Jako dziecko pracował na farmie i najmował się także do prac pozamuzycznych przy okazji lokalnych zabaw, ale również i w Memphis.
Około 1895 r. przeprowadził się do Hernando, gdzie nauczył się grać na gitarze. Około 1900 r. zaczął występować w lokalnych barach i na ulicach (również w Memphis) za napiwki, co kontynuował do ok. 1919 r.
W 1919 r. dołączył do trupy Doc Watts Medicine Show, z którą występował z Garfieldem Akersem jako piosenkarz, „buck dancer” i komik.
W 1920 r. rozpoczął regularnie występować na Beale Street w Memphis. Zamieszkał w tym okresie w Oakville i został kowalem, chociaż cały czas dorabiał sobie występami na różnych przyjęciach, zabawach, ulicach i w barach
W latach 1922–1923 występował z gitarzystą Danem Sane’em, a następnie z zespołem Jack Kelly Jug Busters w skład którego wchodzili skrzypek Will Batts i wokalista Jack Kelly.
W roku 1927 rozpoczął nagrywać dla firmy Paramount Records w Chicago. W sierpniu i wrześniu pod nazwą Beale Street Sheiks (z Danem Sane’em) nagrał 12 bluesów, z których wszystkie doczekały się wydania.
W 1928 r. nagrał w Memphis na jednej sesji w lutym i trzech sesjach w sierpniu 15 utworów dla firmy Victor Records.
W 1929 r. wziął udział w sesji nagraniowej w marcu (dla Paramount w Chicago), a następnie w trzech sesjach we wrześniu (dla Victor w Memphis). Były to jego ostatnie nagrania.
W latach 30. XX w. razem z Sane’em jako Beale Street Sheiks występowali w Memphis i jego okolicach, na ulicach, prywatkach, w tawernach. Ponieważ zdobyli sobie zasłużoną renomę, dołączali również do większych wędrownych trup (medicine shows, a nawet Ringling Brothers Circus), z którymi występowali w Arkansas i Tennessee.
Od połowy lat 40. do ich końca grał w duecie z Williem Borumem głównie w rejonie Memphis oraz północnego Missisipi. Czasem występowali jako trio z synem Stokesa – Rooseveltem.
W 1949 r. zamieszkał w Clarksdale, gdzie zajął się uprawą bawełny na farmie. Od czasu do czasu występował, często z Bukką White’em w małych barach.
W 1951 r. jego zdrowie bardzo się pogorszyło i stał się bardzo religijnym człowiekiem. Zmarł na udar mózgu 12 września 1955 w Memphis. Został pochowany na Hollywood Cemetery w Memphis.
Był żonaty z Maggie Bannister (zm. 1952) i miał czworo dzieci: Curtisa, Roosevelta, Georgię i Helen.

## Ocena i krytyka
W 2012 r. został wprowadzony do Blues Hall of Fame.
Chociaż był głównie wykonawcą wiejskiego bluesa, to jego repertuar był bardzo szeroki i urozmaicony; traktuje się go więc nie tylko jako bluesmana, ale także jako piosenkarza.
Był obdarzony bogatym, wyróżniającym się głosem i z tego powodu był uważany za jednego z najpopularniejszych muzyków w Memphis. Według niektórych (jak np. Steve Calt) miał najlepszy głos ze wszystkich muzyków, którzy wyszli z Memphis.
Jego dynamiczna i pulsująca gra na gitarze, pod dużym wpływem stylu ragtime’owego wywodzącego się z rejonu Piedmontu w Alabamie przyczyniła się do jego popularności na wszelkich zabawach tanecznych.
Wywarł wpływ na takich muzyków jak Garfield Akers, Joe Callicott i Jim Jackson.

## Wybrana dyskografia i filmografia
Płyty/CD
- Frank Stokes with Dan Sane & Will Bats 1927–1929 (Roots, 1968)
- Creator of the Memphis Blues (Yazoo, 1977, wznowienie na CD w 1990 Yazoo 1056)
- The Remaining Titles 1927-29 (Matchbox, 1984)
- The Victor Recordings in Chronological Order 1928–1929 (Document, 1990)
- The Beale Street Sheiks (Document, 1990)
- The Best of Frank Stokes (Yazoo, 2005)
- Downtown Blues (Monk, 2010)
- Famous for Hits (Blues Images, 2006) – The Beale Street Sheiks
- Chicken You Can Roost Behind the Moon (Monk, 2010) – The Beale Street Sheiks